# Bahi Ladgham
Bahi Ladgham (arabe : الباهي الأدغم), né le 10 janvier 1913 à Tunis et mort le 13 avril 1998 à Paris 13e, est un homme d'État tunisien, ayant occupé plusieurs postes importants auprès du président Habib Bourguiba. Militant pour l'indépendance, il devient le troisième Premier ministre de la Tunisie et l'un des bâtisseurs de la Tunisie moderne, en contribuant à fonder l'armée nationale.
Incarcéré à plusieurs reprises, il participe aux négociations franco-tunisiennes pour l'indépendance et doit, durant sa carrière politique, trouver une solution aux différends tuniso-égyptiens et faire face à plusieurs crises dont la crise de Bizerte, la nationalisation des terres appartenant aux colons, le règlement du contentieux frontalier avec l'Algérie et la crise jordano-palestinienne de 1970.

## Jeunesse et famille
Il est le fils d'Ahmed Ladgham, lui-même fils d'un immigrant libyen venu de Misrata pour s'installer en Tunisie au milieu du XIXe siècle en raison d'une révolte locale contre la présence ottomane, et d'une Tunisienne de la famille Kachoukh du Sahel, Zohra Ben Aouda, fille d'immigrants algériens originaires de Médéa et qui ont fui la répression française des partisans de l'émir Abd el-Kader ; elle meurt quand il a seulement huit ans et demi.

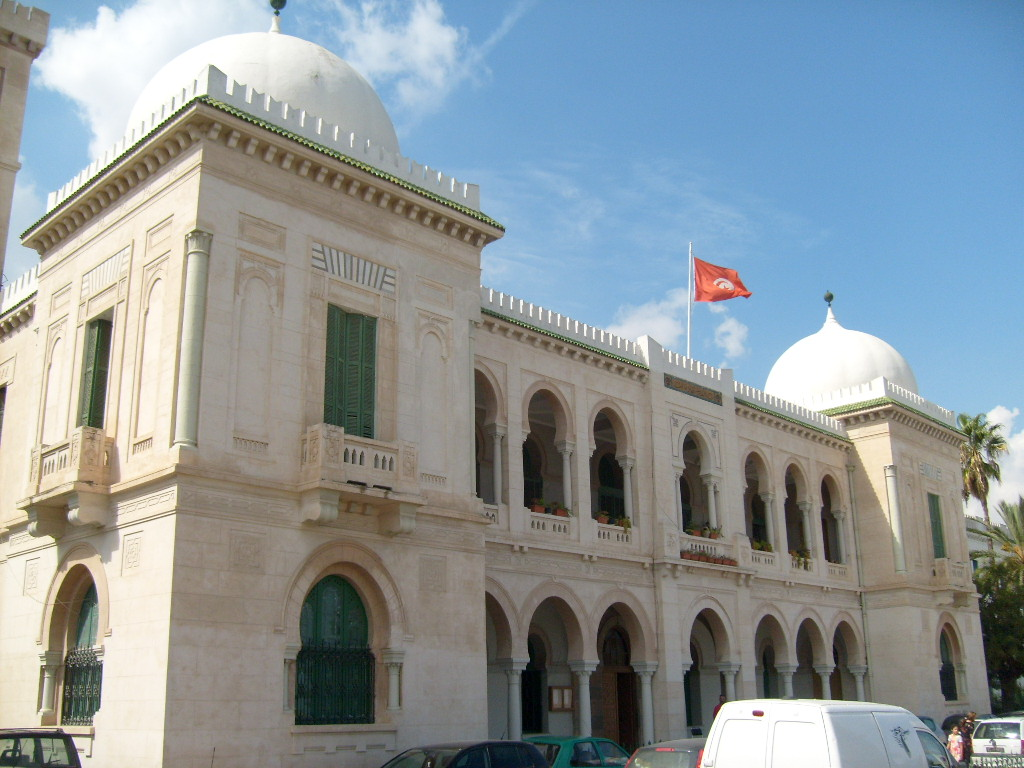
Façade du Collège Sadiki où Ladgham effectue ses études secondaires.

Issu d'une famille modeste habitant le quartier populaire tunisois de Bab El Akouas, Bahi Ladgham vit dans une atmosphère culturelle où se mêlent des Tunisiens d'origines diverses. Il étudie au kouttab de son quartier avant d'entrer en 1921, à l'âge de huit ans, au Collège Sadiki, sur les conseils d'un ami de son père, Hassen Chadli. Brillant tout au long de ses études, il reçoit plusieurs prix et les félicitations de ses professeurs, qui comptent notamment Mohamed Tahar Ben Achour et Mohamed Salah Mzali.
Après la Première Guerre mondiale, l'arrière-boutique de son père est un lieu de débats et de discussions autour de thèmes politiques et culturels : la chute de l'Empire ottoman, la désislamisation de la Turquie par Mustafa Kemal Atatürk, la lutte des nationalistes libyens contre l'Italie mais surtout la situation de la Tunisie avec la fondation du Destour par Abdelaziz Thâalbi en 1920.
Également adepte de la lecture, ce contexte le conduit à vouloir se révolter contre l'occupant français.

## Militantisme politique
L'Église catholique organise son congrès eucharistique mondial à Carthage en mai 1930, à l'occasion du centenaire de la colonisation française de l'Algérie, un symbole pour une Église impliquée dans le processus colonial. Devant la passivité ou la connivence du bey et des leaders politiques et religieux, les élèves de tous les lycées, collèges et écoles religieuses de la capitale organisent des manifestations de grande ampleur à l'initiative de Bahi Ladgham ; il est arrêté avec d'autres participants. C'est alors qu'il rencontre personnellement Habib Bourguiba, qu'il a déjà vu lors de réunions publiques du Destour ; il lui demande de défendre ses camarades, ce qu'il accepte de faire. C'est ainsi que débute le militantisme politique de Ladgham qui rejoint le Néo-Destour, scission du Destour, formée le 2 mars 1934 à Ksar Hellal.

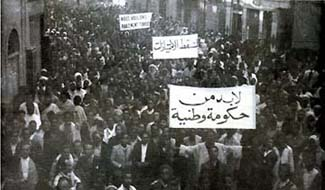
Manifestation du 8 avril 1938 auquel participe Ladgham qui se retrouve incarcéré.

Son père malade meurt en 1936, ce qui l'empêche de poursuivre ses études en France. Il est alors recruté en tant que fonctionnaire à la direction des affaires régionales et communales où il travaille aux côtés de Charles Saumagne. Reçu au concours des finances, où il travaille jusqu'à son incarcération en 1939, il est arrêté après les événements du 9 avril 1938 puis en 1939 et condamné à quinze ans de travaux forcés et d'interdiction de séjour en 1940 pour incitation à la haine raciale et à la désobéissance civile et militaire ; il n'échappe à la peine de mort que par manque de preuves au sujet d'un attentat à la bombe qu'il aurait organisé contre le mur d'enceinte de la caserne militaire de la kasbah de Tunis, sans faire de victime.
Il reste quatre ans au bagne, avec 46 de ses camarades, à El-Harrach près d'Alger et Tazoult, vivant dans de très mauvaises conditions qui conduisent à la mort de 23 prisonniers et à la contraction par Ladgham d'une dysenterie amibienne. Il y fait la connaissance de personnalités incarcérées, comme des nationalistes algériens, le communiste italien Maurizio Valenzi, des républicains espagnols, des gaullistes et des espions français pro-allemands jugés par le régime de Vichy. À la fin de la Seconde Guerre mondiale, il bénéficie d'une grâce accordée par le général Charles de Gaulle et rentre avec ses camarades à Tunis le 7 mai 1944, jour de la visite du général.

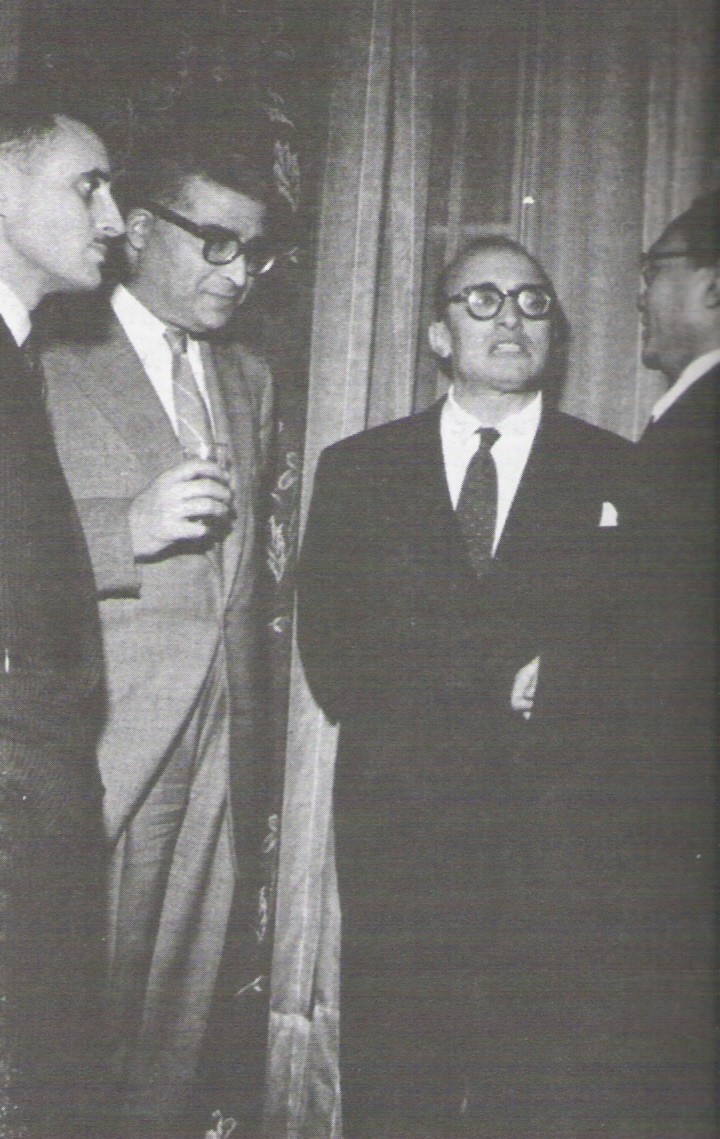
Ladgham et Salah Ben Youssef, représentant la Tunisie aux Nations unies.

Entre 1944 et 1946, le Néo-Destour se réorganise dans un contexte où la France reste sourde à ses revendications jusqu'au congrès de la nuit du Destin tenu en août 1946, qui est suivi de l'arrestation de plusieurs militants, notamment M'hamed Chenik, Ben Achour et Ladgham, qui n'est libéré que quelques mois plus tard. Après quoi, il se marie et devient directeur de la Chambre de commerce de Tunis à la mort de son ami Slaheddine Bouchoucha : cette nouvelle fonction lui confère une certaine immunité, une liberté de mouvement et la possibilité d'étudier les dossiers économiques et sociaux.
Il met également à profit sa nouvelle fonction pour accomplir plusieurs missions en France, en Algérie et au Maroc. Pendant cette période, il participe à la création d'organisations nationales, telles que l'Union générale tunisienne du travail et l'Union tunisienne de l'industrie, du commerce et de l'artisanat, mais aussi l'école des cadres, institution qui a pour mission de former les futurs cadres politiques du Néo-Destour, comme Taïeb Mehiri et Béji Caïd Essebsi. En 1948, il est le seul responsable du Néo-Destour à assister aux funérailles de Moncef Bey.
Il contribue aussi à l'élaboration du journal Mission, dont il est le rédacteur en chef sous le pseudonyme « Le Kroumir », Hédi Nouira en étant le directeur.
Après le retour de Bourguiba d'Égypte en 1949 et le discours de Robert Schuman à Thionville reconnaissant à la Tunisie le droit à l'indépendance, le second gouvernement Chenik est formé le 17 août 1950 mais rapidement contré par les Français jusqu'aux négociations de l'automne 1951, auxquelles Bahi Ladgham participe en tant que conseiller du gouvernement.
La lettre du gouvernement français, en date du 15 décembre de la même année, pousse Chenik et le Néo-Destour à internationaliser le conflit et à déposer une plainte devant le Conseil de sécurité des Nations unies avec le parrainage de la Ligue arabe et du Pakistan qui en assume la présidence en avril 1952 ; Ladgham s'acquitte de cette tâche pour faire connaître la question tunisienne et la faire reconnaître par une majorité d'États mais aussi par la presse internationale. Il retourne au pays le 9 octobre 1955, après la reconnaissance de l'autonomie interne de la Tunisie par la France et le retour de Bourguiba le 1er juin de la même année, dans un contexte marqué par l'exclusion de Salah Ben Youssef du parti pour avoir refusé les accords avec la France. Alerté par Ahmed Ben Salah et Ahmed Tlili, Ladgham tente en vain de réconcilier Bourguiba et Ben Youssef, le désaccord étant trop profond. Il intègre alors le gouvernement Ben Ammar en vue de faire évoluer l'autonomie interne vers l'indépendance totale, obtenue le 20 mars 1956.

## Carrière politique

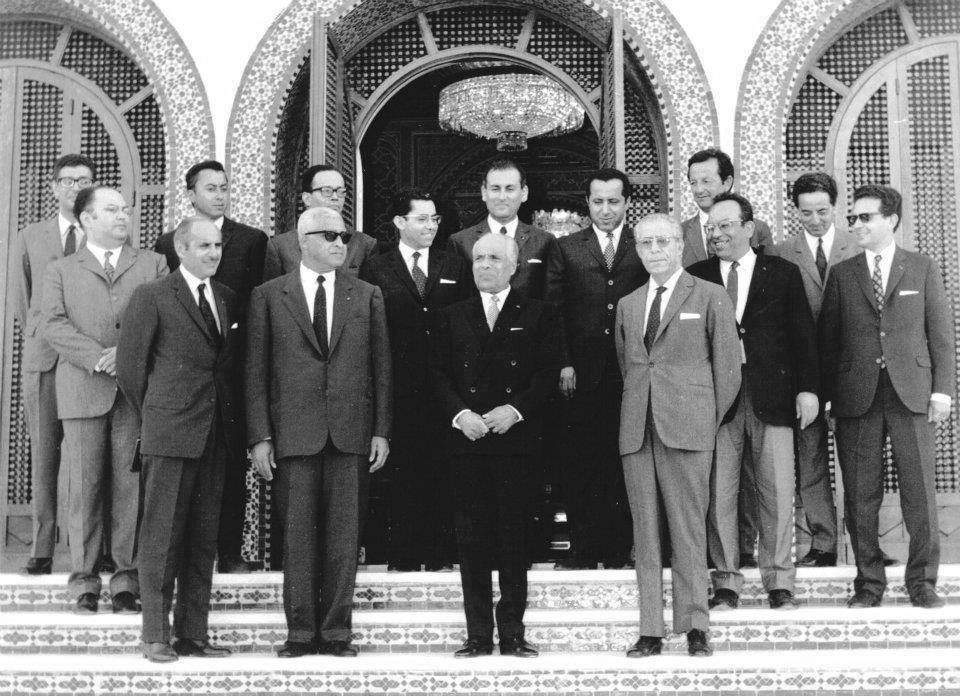
Photo officielle du gouvernement Ladgham.

Bahi Ladgham est élu à l'assemblée constituante dans la circonscription de Tunis, le 25 mars 1956, soit cinq jours après l'indépendance. Le 12 avril 1956, Bourguiba est désigné en tant que Premier ministre et annonce la composition de son premier gouvernement le 15 avril, où figure le nom de Ladgham en tant que vice-président du Conseil des ministres. Il est le fondateur de l'armée nationale et œuvre à la nomination de Tunisiens dans l'administration publique.
Le 25 juillet 1957, la monarchie est abolie : l'assemblée constituante vote la proclamation de la république et désigne Bourguiba comme président de la République tunisienne jusqu'à l'organisation des premières élections après promulgation de la constitution de 1959. Bourguiba présente alors la démission de son premier gouvernement et supprime la fonction de Premier ministre dont il prend les prérogatives. Le 29 juillet, il annonce la composition officielle de son second gouvernement où Ladgham figure en tant que ministre de la Défense et secrétaire d'État à la présidence. Il est brièvement ministre des Finances et du Plan du 30 septembre au 30 décembre 1958 et du 2 août au 4 octobre 1960. Il garde sa fonction près de dix ans, jusqu'au 24 juin 1966, où il est connu en tant que numéro deux du régime. Il reprend ce poste du 29 janvier au 12 avril 1968.
Le 7 novembre 1969, après avoir été un chef du gouvernement de facto pour Bourguiba, il est officiellement nommé Premier ministre, poste restauré à cette occasion. Il annonce la composition de son gouvernement, composé de 17 ministres et quatre secrétaires d'État tous issus du Parti socialiste destourien. Durant son mandat, il remplace temporairement un Bourguiba malade à la tête du pays en tant que président par intérim. À la suite du retour de Bourguiba, après un séjour pour soins à Paris, leurs relations se détériorent alors que Ladgham, pendant cette période, a œuvré à consolider la cohésion nationale et à redresser l'économie. Après une réunion houleuse avec Bourguiba, il présente sa démission ainsi que celle de son gouvernement le 26 juillet 1970. Bourguiba la refuse et lui demande de rester pour permettre à son successeur Hédi Nouira de prendre la relève, qui survient le 2 novembre 1970.

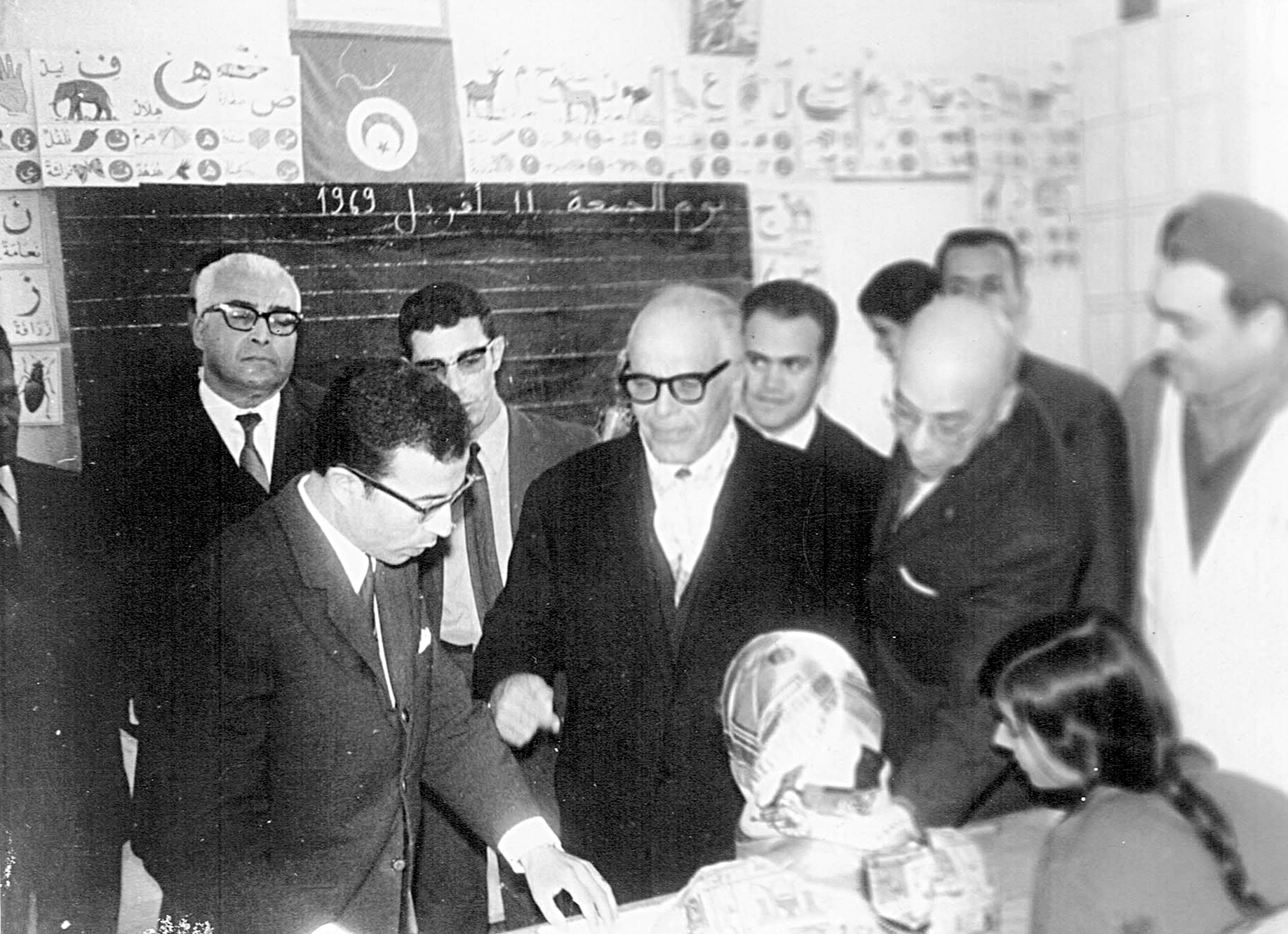
Ladgham en compagnie de Bourguiba, visitant une salle de classe dans la localité de Sayada.

Durant sa carrière politique, il entretient de bonnes relations avec des dirigeants étrangers et joue un rôle important dans la diplomatie tunisienne. En effet, Ladgham rencontre Gamal Abdel Nasser lors de sommets arabes en 1956, 1964, 1967 et 1970, ce qui permet de raffermir les relations entre les deux pays. Il rencontre en août 1961 John Fitzgerald Kennedy qui l'assure du soutien américain dans la crise de Bizerte. Il rencontre aussi le général Charles de Gaulle pour dénouer cette crise en juillet 1962 — le président français lui annonce l'intention de quitter la base sans contrepartie ni esprit de retour — puis en octobre 1968, pour reprendre les relations tendues entre les deux pays après la nationalisation des terres agricoles quatre ans plus tôt.
Durant la crise de Septembre noir, en 1970, Ladgham est chargé par le sommet arabe de présider le Haut Comité arabe inter-palestino-jordanien pour mettre en application l'accord du Caire. Il organise la sortie de Yasser Arafat de son refuge d'Amman et son transfert par avion vers Le Caire, ce qui lui vaut l'appréciation des Jordaniens et des Palestiniens.
Ladgham renonce à toutes ses responsabilités politiques en mars 1973 et se contente d'assurer des missions internationales pour le compte de la Ligue arabe.

## Fin de vie

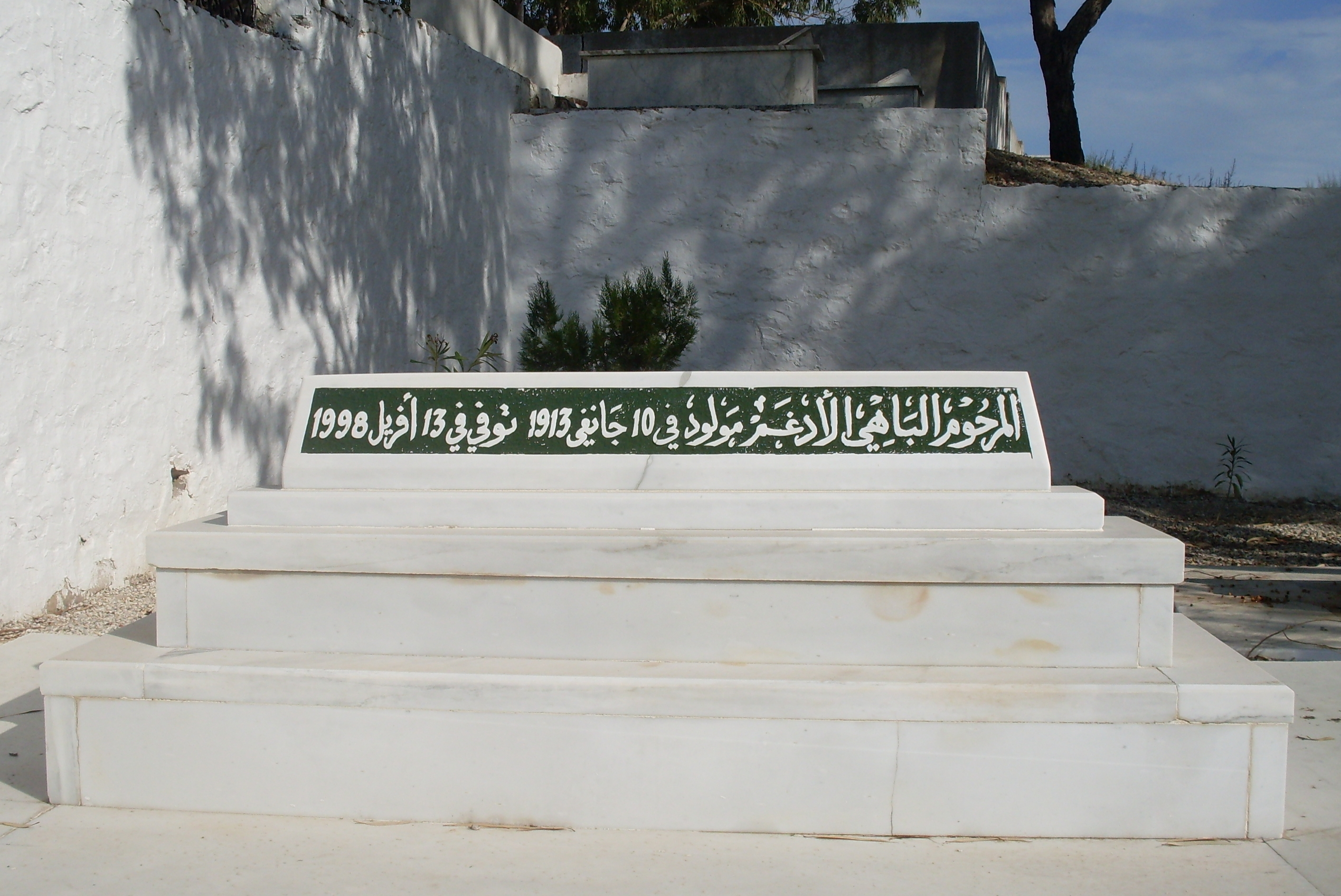
Tombe de Ladgham au cimetière du Djellaz.

Dix ans plus tard, Ladgham se réconcilie avec Bourguiba grâce à l'entremise de Mohamed Mzali. Après le coup d'État du 7 novembre 1987, Ladgham rend régulièrement visite à Bourguiba jusqu'en 1996. À cette époque, il est l'un des opposants à la montée au pouvoir de Zine el-Abidine Ben Ali.
Il meurt à Paris le 13 avril 1998 et des funérailles officielles sont organisées à Tunis, au cimetière du Djellaz. Bahi Ladgham laisse une épouse, un fils, Abderrahmane devenu par la suite ministre chargé des Affaires de malversation dans le gouvernement Jebali, trois filles, neuf petits-enfants et quatre arrière-petits-enfants.
En 2011, la route X2 à Tunis est rebaptisée en son honneur.